# Ugia flavida
Ugia flavida là một loài bướm đêm trong họ Erebidae.